# Droodle

Un Mexicain faisant cuire deux œufs sur le plat

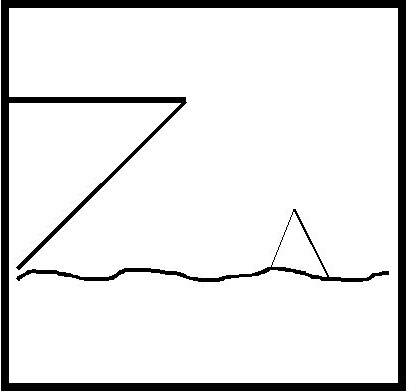
Ce droodle est repris sur la pochette de l'album de Frank Zappa Ship Arriving Too Late to Save a Drowning Witch (« Bateau arrivant trop tard pour sauver une sorcière de la noyade »)

Un droodle (ou parfois droudle) est une énigme sous forme de petit croquis.

## Histoire
Roger Price crée les droodles au début des années 1950, mais c'est seulement en 1953 qu'il les appelle ainsi.

## Principe
Ce petit dessin est constitué d'un contour carré, présent en permanence, rempli de quelques traits, droits ou courbes, voire parfois d'un seul trait, formant un schéma simplissime. Les traits ont parfois de légères variations en épaisseurs ou en vibrato.
Leur apparente abstraction à première vue, due à la simplicité de la composition, prétend masquer ce qui serait une représentation figurative plus complexe. La scène figurative à deviner se décrit verbalement par une légende fixée à l'avance par l'auteur.
Sous l'aspect visuel, le dessin n'est qu'un point de vue très particulier de la scène décrite :
- des « objets » sont parfois signifiées par un contour « presque trop » simple,
- ou bien des objets, de par le cadrage général (le carré de départ), sont vus d'un angle de vision tronquant des éléments, voire mis complètement hors champ.
- ou bien des objets sont masqués totalement ou non par superposition d'autres éléments.
- Les effets de perspective linéaire qui évoquent la profondeur, quand ils ne sont pas complètement absents, sont tellement schématiques que non interprétés comme tels, là aussi au premier coup d'œil.

Le jeu consiste donc à émettre des hypothèses sur ce que représente le croquis, ce jusqu'à trouver la bonne légende, c'est-à-dire celle prévue par l'auteur, qui peut être univoque ou non. Pour le chercheur, le jeu trouve son intérêt dans la recherche du signifié, et pour l'observateur, au courant de la signification, dans l'observation du chercheur.
Ce jeu fonctionne comme un exercice d'interprétation autour d'ambigüités. Il pose les questions de la psychologie de la forme, et de la notion de catégories à partir des capacités visuelles de discernement indissociables de nos capacités culturelles à évoquer des choses par de simples traits 2D.
Ce jeu est à rapprocher du Schmilblick, jeu qui emprunte en partie des principes identiques.

## Étymologie
Droodle est un néologisme construit à partir des mots anglais :
- doodle = « ébaucher » qui, dans son sens datant de 1930, correspond à ces petits griffonnages, que l'on fait par exemple quasi-automatiquement en téléphonant.
- riddle = « énigme » ou « devinette ».

Il s'agit donc d'une « devinette graphique ».

## Publications en français
- Pilote N° 284 (1965)
- Charlie Mensuel N° 5 à 18 (1969 - 1970)
- Roger Price, Droodles, 1982, A.M.P., Collection Pfft !, 1982, Paris.
- Un Mexicain à vélo et 119 autres Droodles de Roger Price. Traduction et présentation de Jean-Christophe Napias. La Table Ronde, 2015.